# L'ultimo portatore dell'anello
L'ultimo portatore dell'anello (in russo Последний кольценосец?, Poslednij kol'cenosec) è un libro di fanfiction fantasy del 1999 dell'autore russo Kirill Eskov. È un resoconto alternativo degli eventi de Il Signore degli Anelli di JRR Tolkien.
Eskov basa il suo romanzo sulla premessa che il racconto di Tolkien è una "storia scritta dai vincitori", giustificando questa asserzione con discrepanze (ad esempio di carattere geografico) presenti nell'opera originale. La versione della storia di Eskov descrive Mordor come una pacifica monarchia costituzionale sull'orlo di una rivoluzione industriale, che rappresenta una minaccia per la fazione guerrafondaia e imperialista rappresentata da Gandalf (il cui atteggiamento è stato descritto da Saruman come "la preparazione della soluzione finale per il problema Mordoriano") e dagli elfi razzisti. Ad esempio, Barad-dûr, la cittadella di Sauron, appare nel capitolo 2 come

## Trama
Il racconto inizia ricapitolando la Guerra dell'Anello. L'Anello stesso è un ornamento magnifico, ma senza poteri, realizzato dai Nazgûl (un gruppo di antichi scienziati e filosofi che si alternano nei panni dei Nove per guidare Mordor verso la sua industrializzazione) per distrarre Gandalf e gli Elfi mentre Mordor costruisce il suo esercito. Aragorn è ritratto come un burattino degli Elfi a cui è stato ordinato di usurpare il trono di Gondor uccidendo Boromir (che aveva scoperto da solo dopo che Merry e Pipino erano stati catturati) prima che Gandalf rimuovesse Denethor. Arwen, essendo di 3.000 anni più vecchia, disprezza Aragorn ma usa il loro matrimonio per cementare il dominio elfico su Gondor. Faramir è stato esiliato nell'Ithilien dove è tenuto sotto scorta insieme a Éowyn. Gli Elfi hanno anche corrotto (usando un misticismo in stile New Age) la gioventù di Umbar, che mirano a usare come punto d'appoggio in Harad e Khand.
Dopo aver sconfitto l'esercito mordoriano, gli Elfi entrano a Mordor per massacrare i civili con l'aiuto di Uomini dell'Est, presumibilmente per eliminare le classi "istruite". Due soldati Orchi ("Orc" è un insulto usato dall'Occidente contro uomini stranieri), il medico Haladdin e il sergente Tzerlag,  fuggono dalla piana della battaglia. Salvano Tangorn, un nobile gondoriano che era stato lasciato sepolto nel deserto per aver tentato di fermare uno dei massacri. Individuano i mercenari e uccidono l'Elfo Eloar, prendendo i suoi beni.
L'ultimo dei Nazgûl, Sharya-Rana, incontra Haladdin e spiega che il mondo fisico, Arda, è legato al mondo magico, da cui provengono gli elfi, dal potere dello Specchio di Galadriel a Lórien e dal palantíri. Ad Haladdin viene affidato il compito di distruggere lo Specchio per separare i mondi e completare l'obiettivo di rendere gli uomini veramente liberi. Haladdin viene scelto in quanto è un individuo raro in cui non c'è assolutamente alcuna magia e ha la tendenza a comportarsi in modo irrazionale, ad esempio arruolandosi nell'esercito mordoriano come medico per impressionare la sua ragazza e quasi morire di conseguenza, invece di utilizzare al meglio i suoi talenti nell'università della sua terra. Sebbene il Nazgûl non possa prevedere come completare la missione, è in grado di fornire ad Haladdin informazioni utili, inclusa l'attuale posizione del Palantír.
Viene ideato un piano elaborato che prevede la falsificazione di una lettera di Eloar da parte di un esperto di calligrafia mordoriana. Tangorn riesce a organizzare un incontro con gli Elfi a Umbar, mentre elude gli sforzi di Gondor per eliminarlo. Alla fine viene ucciso, il che convince gli Elfi a trasmettere il suo messaggio alla madre di Eloar, Eornis, un membro della gerarchia regnante di Lórien. Eornis è così portata a credere che suo figlio è stato catturato invece che ucciso. Un Palantir viene lanciato a Lórien da un ricercatore mordoriano che sviluppa armi basate sul volo (sotto il patrocinio segreto di Aragorn), ed Eornis riceve l'ordine di portare il Palantír allo Specchio di Galadriel. Questo dovrebbe provare che si trova a Lórien, dopodiché le sarà permesso di comunicare con Eloar.
All'ora stabilita, Haladdin porta un altro Palantír sul Monte Fato. Gandalf scopre il suo piano e, preoccupato che la magia venga bandita dalla Terra di Mezzo, lancia un remoto incantesimo sul Palantír per trasformare in pietra chi lo usa, ma questo non ha effetto. Saruman, nonostante si opponga ai metodi di Gandalf, crede che l'ipotesi di Sharya-Rana sulla relazione tra il mondo magico e quello fisico non sia corretta e tenta di ragionare con Haladdin. Tuttavia, Tzerlag tocca per errore il Palantír e inizia a trasformarsi in pietra. In un attacco di irrazionalità, Haladdin decide di far cadere il Palantír nel Monte Fato perché Saruman non è in grado di invertire l'incantesimo di Gandalf. Questo fa sì che il Fuoco Eterno venga trasmesso agli altri Palantíri e allo Specchio, distruggendoli insieme alla magia degli Elfi.
Haladdin va in esilio autoimposto e i discendenti di Tzerlag trasmettono la storia oralmente, sebbene la documentazione storica contenga ufficialmente la versione degli eventi secondo Aragorn. Sebbene disprezzato dall'aristocrazia gondoriana, Aragorn trova il favore del popolo poiché le sue politiche si traducono in un "miracolo economico" e dopo la sua morte, senza figli, il trono torna al "legittimo" re Faramir. Gli Elfi terminano la loro occupazione di Mordor e alla fine lasciano la Terra di Mezzo, che entra nell'era industriale.

## Pubblicazione
Sebbene tradotto in diverse lingue, il libro non ha avuto una pubblicazione in lingua inglese. Diverse case editrici in lingua inglese hanno preso in considerazione l'idea di intraprendere una traduzione, ma ciascuna ha abbandonato i suoi piani a causa del potenziale contenzioso della proprietà di Tolkien, che ha una storia di opposizione rigorosa a qualsiasi opera derivata, specialmente in inglese. Nel 2010, Yisroel Markov ha tradotto il libro in inglese, con una seconda edizione pubblicata nel 2011 che corregge errori di battitura e rivede la prosa, oltre a fornire versioni formattate in e-book; il suo testo è apparso come un e-book gratuito e non commerciale, ed Eskov ha ufficialmente approvato questa versione. Mark Le Fanu, segretario generale della Società degli Autori, ha affermato che, nonostante non sia commerciale, il libro costituisce comunque una violazione del copyright. Il copyright di Tolkien durerà fino al 2043 nei paesi con una durata del copyright di 70 anni dopo la morte dell'autore; negli Stati Uniti, dove la durata del diritto d'autore per le opere della vita di Tolkien si basa sulla data di pubblicazione, La Compagnia dell'Anello e Le Due Torri rimarranno in copyright fino al 2050 e Il ritorno del re fino al 2051.

## Elenco delle traduzioni
- in ceco Poslední Pán Prstenu
- Inglese: The Last Ringbearer
- Estone: Viimane sõrmusekandja
- Francese: Le Dernier Anneau
- in polacco Ostatni Władca Pierścienia
- Portoghese: O Último Anel
- in spagnolo El último anillo